# Picture Archiving and Communication System

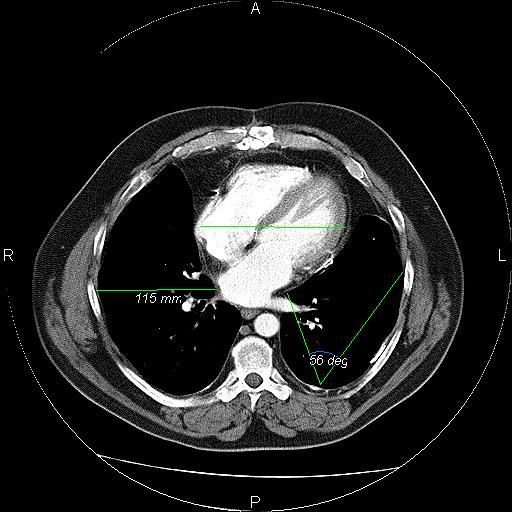
Röntgen afbeelding weergegeven met behulp van PACS

Picture Archiving and Communication System, afgekort als PACS, is een beeldverwerkend systeem (computers en servers in een netwerk met specifieke software) dat het mogelijk maakt om via computers de digitale beelden (met verslag) gemaakt op de afdeling radiologie, te verwerken, te archiveren en te verspreiden bij de aanvragende medisch specialisten. 
Het PACS is een applicatie primair bedoeld voor de radioloog. Maar door het digitale karakter van het systeem is het ook mogelijk dat anderen dan radiologen toegang hebben of krijgen tot de digitale PACS-beelden. In het PACS worden alle digitale radiologische beelden volgens een speciaal protocol, DICOM, opgeslagen die zijn geacquireerd op de modaliteiten (of radiologietoestellen). Middels standaardkoppelingen, zoals HL7, worden de juiste patiëntengegevens van het ZIS (Ziekenhuis Informatie Systeem) naar het PACS gestuurd. Er zijn PACS-systemen die volledig zijn geïntegreerd met het RIS (radiologie informatiesysteem). Door deze PACS-RIS-koppeling ontstaat er een complete radiologische workflow waarbij de juiste patiëntengegevens (uit het ZIS) met de juiste beeldgegevens worden gekoppeld.
Op het secretariaat worden de afspraken van de patiënten in een lijst gezet. De verschillende modaliteiten (röntgenapparaat, MRI-scanner, CT-scanner, e.d.) kunnen hun eigen werklijst (de zogenaamde DICOM Modality Worklist, oftewel DMWL) opvragen, hierdoor is er een vlotte doorstroming van alle informatie naar de modaliteiten, dokters en verpleegkundigen, waardoor: 
- Vergissingen praktisch uitgesloten zijn.
- Wachttijden voor de patiënten beperkt worden door vlotte doorstroming van informatie op de juiste plaats en tijd.
- De digitale radiologische beelden door meerdere artsen tegelijkertijd te bekijken zijn.

Door de integratie van spraakherkenning in het PACS en RIS is het bijhorende verslag bij de onderzoeken onmiddellijk beschikbaar voor de verwijzende arts. 
De beelden van de onderzoeken zijn vervolgens direct beschikbaar op het netwerk, waardoor deze door de aanvragers (zowel interne als externe)geraadpleegd kunnen worden. Indien de foto’s mee moeten naar een andere locatie (ander ziekenhuis, fysiotherapeut, revalidatie enz.), dan kunnen deze worden opgeslagen in een Datacenter, gebrand worden op een cd-rom of zelfs op een analoge röntgenfilm worden gezet. 
Indien de patiënt al eerder voor röntgenonderzoek is geweest, kunnen ook deze afbeeldingen opgevraagd worden (indien deze digitaal opgeslagen zijn). Hierdoor kan vergeleken worden met vorige onderzoeken (bv. effect van chemotherapie, genezing van pneumonie of fractuur) of kunnen meerdere onderzoeken bij dezelfde patiënt (bv. echo en CT) samen bekeken worden.
Het systeem voorziet uiteraard in strikte beveiliging van informatie en databasebeheer, waardoor de verwijzende artsen enkel de beelden en verslagen kunnen zien van hun eigen patiënten. 